# Roberto di Vermandois
Roberto di Vermandois (918 circa – dopo il 19 giugno 966) fu conte di Meux dal 943 e conte di Troyes dal 956, alla sua morte.

## Origine
Secondo un documento, datato luglio 940 Roberto era il figlio (maschio quintogenito) del conte di Vermandois, di Meaux, di Soissons e di Madrie e di Vexin, signore di Peronne, Senlis e San Quintino e futuro conte di Troyes, Erberto II (880 – 943) (discendente del re d'Italia, Bernardo, nipote di Carlo Magno) e di Adele (ca. 895- ca. 931), l'unica figlia del marchese di Neustria e futuro re di Francia, Roberto I, e di Adele del Maine, come è indicato nelle Europäische Stammtafeln, vol II, cap. 10 (non consultate). La Chronica Albrici Monachi Trium Fontium, citandoli nell'anno 920, conferma la parentela tra Erberto II e Roberto I.

## Biografia
Quando suo padre, Erberto II, fondatore della prima casa di Champagne, morì il 23 febbraio 943, la divisione dei titoli e dei domini tra i figli avvenne sotto la guida del loro zio, Ugo il Grande:
- la contea di Meaux, a Roberto, mentre la contea di Troyes era tornata in possesso del duca di Borgogna, Ugo il Nero,
- la contea di Soissons, a Guido,
- la contea di Vermandois, ad Alberto,
- ad Erberto, andarono la contea di Ormois (una regione che corrisponde all'incirca all'attuale Arrondissement di Château-Thierry) e le fortezze di Château-Thierry, oltre all'Abbazia di San Medardo) a Soissons.

Roberto riuscì ad entrare in possesso della contea di Troyes, che era stata di suo padre, solo nel 956, in virtù del diritto di matrimonio, alla morte del suocero, il duca di Borgogna, Giselberto di Chalon, che era succeduto a Ugo il Nero. L'unione delle due contee, di Meaux e di Troyes, diede origine alla Contea di Champagne.

In quello stesso anno, sempre per diritto di matrimonio era succeduto allo suocero anche nella Contea di Chalon, come ci viene confermato dalla Histoire de Chalon-sur-Saône.
Nel 959, secondo la Richeri Historiarum, Roberto, corrompendo il governatore della città, s'impadronì di Digione, che apparteneva al re dei Franchi occidentali, Lotario.
Secondo il Chronicon Sancti Petri Vivi Senonensi, Spicilegium II, Roberto, sempre nel 959, aveva scacciato da Troyes il vescovo Ansegiso che aveva trovato rifugio in Sassonia presso l'imperatore, Ottone I ; e, sempre in quell'anno, suo figlio Arcibaldo era stato eletto vescovo di Sens.
L'anno seguente (960), sempre secondo la Richeri Historiarum, Roberto fu attaccato da duemila soldati guidati dal vescovo di Colonia Bruno, il fratello di Ottone I di Sassonia, che si era alleato a Lotario di Francia; Digione fu riconquistata e Troyes, fu messa sotto assedio; all'assedio partecipò anche Lotario, a cui alla fine Roberto dovette sottomettersi, chiedendo perdono e consegnandogli il governatore traditore, che fu decapitato.
Non si conosce la data esatta della morte di Roberto, si ha testimonianza di un documento da lui sottoscritto in data 19 giugno 966; dopo di che non si hanno più notizie per cui si presume che sia morto in quello stesso anno.

Nelle contee di Meaux e di Troyes, gli succedette il figlio, Erberto, mentre la Contea di Chalon rimase alla moglie Adelaide, alla quale in quello stesso anno, succedette la sorella Adele, col marito, Lamberto di Digione.

## Matrimonio e discendenza
Prima del 950, Roberto aveva sposato Adelaide o Wera di Châlon (930/5- dopo l'agosto 967), figlia di Giselberto di Châlon, come conferma il Odoranni monachi Sancti Petri Vivi Senonensis Chronicon, e di Ermengarda, figlia di Riccardo di Autun e sorella di Ugo il Nero. Roberto da Adeliaide ebbe quattro figli:
- Erberto (come confermato dal documento n° 14 del Cartulaire de l'abbaye de Montiéramey[16] 945/950 c.a. – 995), conte di Troyes, Meux e Omois
- Adele (ca. 950 – 974), sposata nel 965 circa con Goffredo I, duca d'Anjou, come dalla Chronicæ Sancti Albini[8]
- Adelaide (950/5– 991), sposata nel 970 circa con Carlo di Lorena, duca di Bassa Lorena[17]
- Arcibaldo (come confermato da Gallia Christiana, Ecclesia Senonensis[18]† 29 agosto 968), dal 959, arcivescovo di Sens[11], dove fu accolto trionfalmente[11]. Ritiratosi a vivere nell'abbazia di san Pietro, tenne un comportamento non troppo edificante[11]. Arcibaldo morì ancora in giovane età, nel nono anno di arcivescovato[18], il 29 settembre 968[11]. Fu tumulato nell'abbazia di san Pietro[11].

## Ascendenza
|                          |                  |                        | Genitori     |  |  | Nonni |  |  | Bisnonni               |  |  | Trisnonni         |  |
|                          |                  |                        |              |  |  |       |  |  | Pipino I di Vermandois |  |  | Bernardo d'Italia |  |
|                          |                  |                        |              |  |  |       |  |  | Pipino I di Vermandois |  |  | Bernardo d'Italia |  |
|                          |                  | Cunegonda              |              |  |  |       |  |  | Pipino I di Vermandois |  |  |                   |  |
| Erberto I di Vermandois  |                  |                        |              |  |  |       |  |  | Pipino I di Vermandois |  |  |                   |  |
|                          |                  | …                      | …            |  |  |       |  |  |                        |  |  |                   |  |
|                          |                  | …                      | …            |  |  |       |  |  |                        |  |  |                   |  |
|                          |                  | …                      | …            |  |  |       |  |  |                        |  |  |                   |  |
| Erberto II di Vermandois |                  | …                      |              |  |  |       |  |  |                        |  |  |                   |  |
|                          |                  | …                      | …            |  |  |       |  |  |                        |  |  |                   |  |
|                          |                  | …                      | …            |  |  |       |  |  |                        |  |  |                   |  |
|                          |                  | …                      | …            |  |  |       |  |  |                        |  |  |                   |  |
| Liutgarda di Morvois     |                  | …                      |              |  |  |       |  |  |                        |  |  |                   |  |
|                          |                  | …                      | …            |  |  |       |  |  |                        |  |  |                   |  |
|                          |                  | …                      | …            |  |  |       |  |  |                        |  |  |                   |  |
|                          |                  | …                      | …            |  |  |       |  |  |                        |  |  |                   |  |
| Roberto di Vermandois    |                  | …                      |              |  |  |       |  |  |                        |  |  |                   |  |
|                          | Roberto il Forte | Roberto III di Hesbaye |              |  |  |       |  |  |                        |  |  |                   |  |
|                          | Roberto il Forte | Roberto III di Hesbaye |              |  |  |       |  |  |                        |  |  |                   |  |
|                          | Roberto il Forte | Wiltrude di Orléans    |              |  |  |       |  |  |                        |  |  |                   |  |
| Roberto I di Francia     | Roberto il Forte |                        |              |  |  |       |  |  |                        |  |  |                   |  |
|                          |                  | Adelaide d'Alsazia     | Ugo di Tours |  |  |       |  |  |                        |  |  |                   |  |
|                          |                  | Adelaide d'Alsazia     | Ugo di Tours |  |  |       |  |  |                        |  |  |                   |  |
|                          |                  | Adelaide d'Alsazia     | Ava/Bava     |  |  |       |  |  |                        |  |  |                   |  |
| Adele di Neustria        |                  | Adelaide d'Alsazia     |              |  |  |       |  |  |                        |  |  |                   |  |
|                          |                  | …                      | …            |  |  |       |  |  |                        |  |  |                   |  |
|                          |                  | …                      | …            |  |  |       |  |  |                        |  |  |                   |  |
|                          |                  | …                      | …            |  |  |       |  |  |                        |  |  |                   |  |
| Adele del Maine          |                  | …                      |              |  |  |       |  |  |                        |  |  |                   |  |
|                          |                  | …                      | …            |  |  |       |  |  |                        |  |  |                   |  |
|                          |                  | …                      | …            |  |  |       |  |  |                        |  |  |                   |  |
|                          |                  | …                      | …            |  |  |       |  |  |                        |  |  |                   |  |
|                          |                  | …                      |              |  |  |       |  |  |                        |  |  |                   |  |

### Fonti primarie
- (LA)  Monumenta Germaniae Historica, Scriptores, tomus III.
- (LA)  Monumenta Germaniae Historica, Scriptores, tomus XXIII.
- (LA)  Richeri Historiarum, Quatuor Libri.
- (LA)  Spicilegium, tomus II.
- (LA)  Cartulaire de l'abbaye de Saint-Aubin d'Angers.
- (LA)  Monumenta Germaniae Historica, Scriptores, tomus IX.
- (LA)  Gallia Christiana, tomus XII, De Provinciis Senonensis et Tarentasiensi.
- (LA)  Patrologia Latina, Vol. 142.
- (LA)  Collection des principaux cartulaires du diocèse de Troyes, tomus VII.

### Letteratura storiografica
- René Poupardin, I regni carolingi (840-918), in «Storia del mondo medievale», vol. II, 1999, pp. 583–635
- Louis Halphen, Francia: gli ultimi Carolingi e l'ascesa di Ugo Capeto (888-987), in «Storia del mondo medievale», vol. II, 1999, pp. 636–661
- Christian Settipani, La Préhistoire des Capétiens (Nouvelle histoire généalogique de l'auguste maison de France, vol. 1), éd. Patrick van Kerrebrouck, 1993
- (FR)  Histoire de Chalon-sur-Saône.